# Petropavlovszk-Kamcsatszkij
Petropavlovszk-Kamcsatszkij (oroszul: Петропавловск-Камчатский) város Oroszország távol-keleti részén, a Kamcsatka félszigeten. A Kamcsatkai határterület székhelye, fontos kereskedelmi kikötő. Lakossága 179 780 fő (a 2010. évi népszámláláskor), ami a határterület népességének több mint felét jelenti.
Petropavlovszk-Kamcsatszkij városát a funkcionális építészet jellemzi, ezért építészetileg nem túl látványos. Hatalmas házai szinte eltörpülnek a tőle nem messze emelkedő Korjakszkij és Avacsinszkij vulkánhoz képest. Ez utóbbi 1992-ben tört ki utoljára. A város a félsziget számos természeti kincséhez vezető túrák kiinduló állomása.
Közvetlen repülőgép-összeköttetése van Moszkvával.

## Történelem
A várost 1740-ben alapították. 1740. július 10-én Ivan Fomics Jegalin kormányos vette észre ezt a természetes kikötőt.
Vitus Bering itt építette és bocsátotta vízre két hajóját, a Szent Pétert és a Szent Pált, melyekkel  Alekszej Iljics Csirikov hadnaggyal és Georg Wilhelm Steller természettudóssal a fedélzeten első európaiként áthajózott Alaszka partvidékére. A település nevét a két hajó nevének emlékére kapta.
1818-ban városi rangot kapott.
1854-ben a krími háború egyik fontos csatájának színhelye volt.
1990-ig katonai jelentősége miatt a nyugati világ elől elzárt település volt.

## Testvérvárosok
- Unalaska, USA (1990)
- Kusiro, Japán (1998)
- Szevasztopol, Ukrajna (2009)